# Rainer Wieczorek

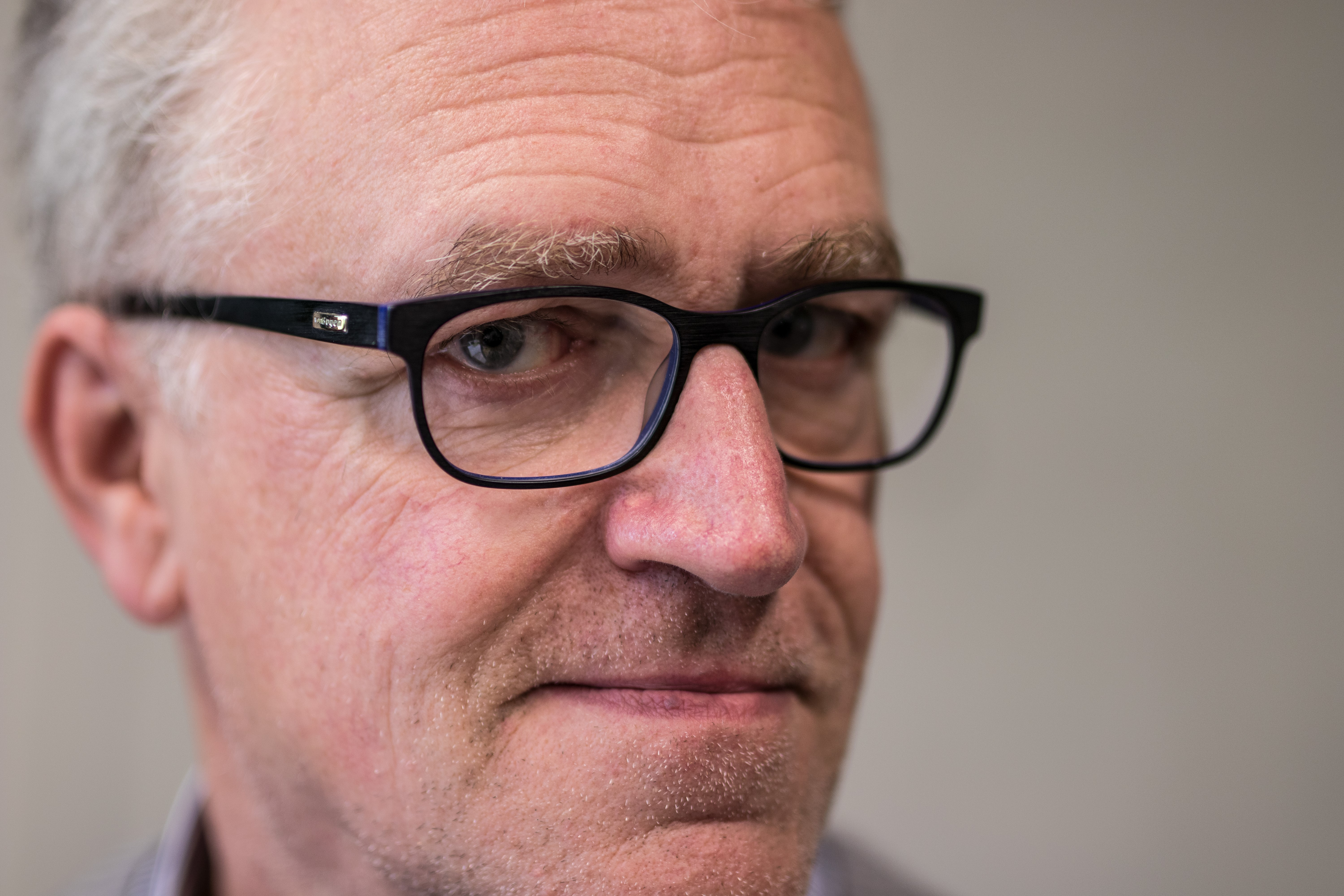
Rainer Wieczorek

Rainer Wieczorek (* 1956 in Darmstadt) ist ein deutscher Schriftsteller.

## Leben
Nach Schulabbruch und Musikalienhändler-Lehre holte Rainer Wieczorek auf dem Zweiten Bildungsweg das Abitur nach und studierte anschließend Germanistik und Sozialpsychologie. Bis 2022 unterrichtete er an der Bertolt-Brecht-Schule Darmstadt.
Von 1995 bis 2009 gestaltete er mit Andreas Müller das Programm des Darmstädter Literaturhauses.
Im literarischen Schaffen Wieczoreks stellen Künstlernovellen den Schwerpunkt dar. Zunächst veröffentlichte er die Trilogie Zweite Stimme, Tuba-Novelle und Der Intendant kommt, die positive Kritiken erhielt. Eine Hörspiel-Adaption der Tuba-Novelle durch Matthias Baxmann und Ralph Gerstenberg (mit Burghart Klaußner und Jens Harzer unter der Regie von Gottfried von Einem) wurde 2013 vom MDR urgesendet. Das Staatstheater Darmstadt widmete der Auseinandersetzung mit diesen Novellen im Frühjahr 2015 sechs Abende. Die Buchpremiere des 2023 erschienenen Werks Spiel an der Außenlinie. Eine Abstraktion fand im Bundesligastadion des SV Darmstadt 98 statt.
In den Jahren 2016 und 2017 erschienen zwei weitere Künstlernovellen Wieczoreks. Ab 2018 veröffentlichte der Dittrich Verlag eine inzwischen dreibändige Werkausgabe. 2020 bzw. 2021 erschienen mit Pirmasens und Im Gegenlicht: Heinz Sauer zwei weitere Künstlernovellen, gefolgt von Spiel an der Außenlinie im Jahr 2023. Wieczoreks besonderes Interesse gilt dem Werk lebender Künstler, wie dem Saxofonisten Heinz Sauer, der Tänzerin Raimonda Gudavičiūtė, der Zeichnerin Serena Amrein sowie dem Konzeptkünstler Gerhard Lang, der sich hinter der Figur des Richard Skala in »Zweite Stimme« verbirgt.
Rainer Wieczorek lebt in Darmstadt.

## Rezeption
Wiederholt wurde Wieczoreks Sprachwitz hervorgehoben, der mal als „leise und melancholisch“, mal als „funkelnd und zugleich abgründig intellektuell“ beschrieben wurde. Über Wieczoreks Künstlernovelle Pirmasens schrieb 2021 literaturkritik.de: „Es zeichnet Wieczoreks Kunst aus, dass er ein außer Mode geratenes Genre wie die Künstlernovelle nicht nur aufgreift und oberflächlich aktualisiert […], sondern von der Schreibweise her erneuert.“

## Einzeltitel

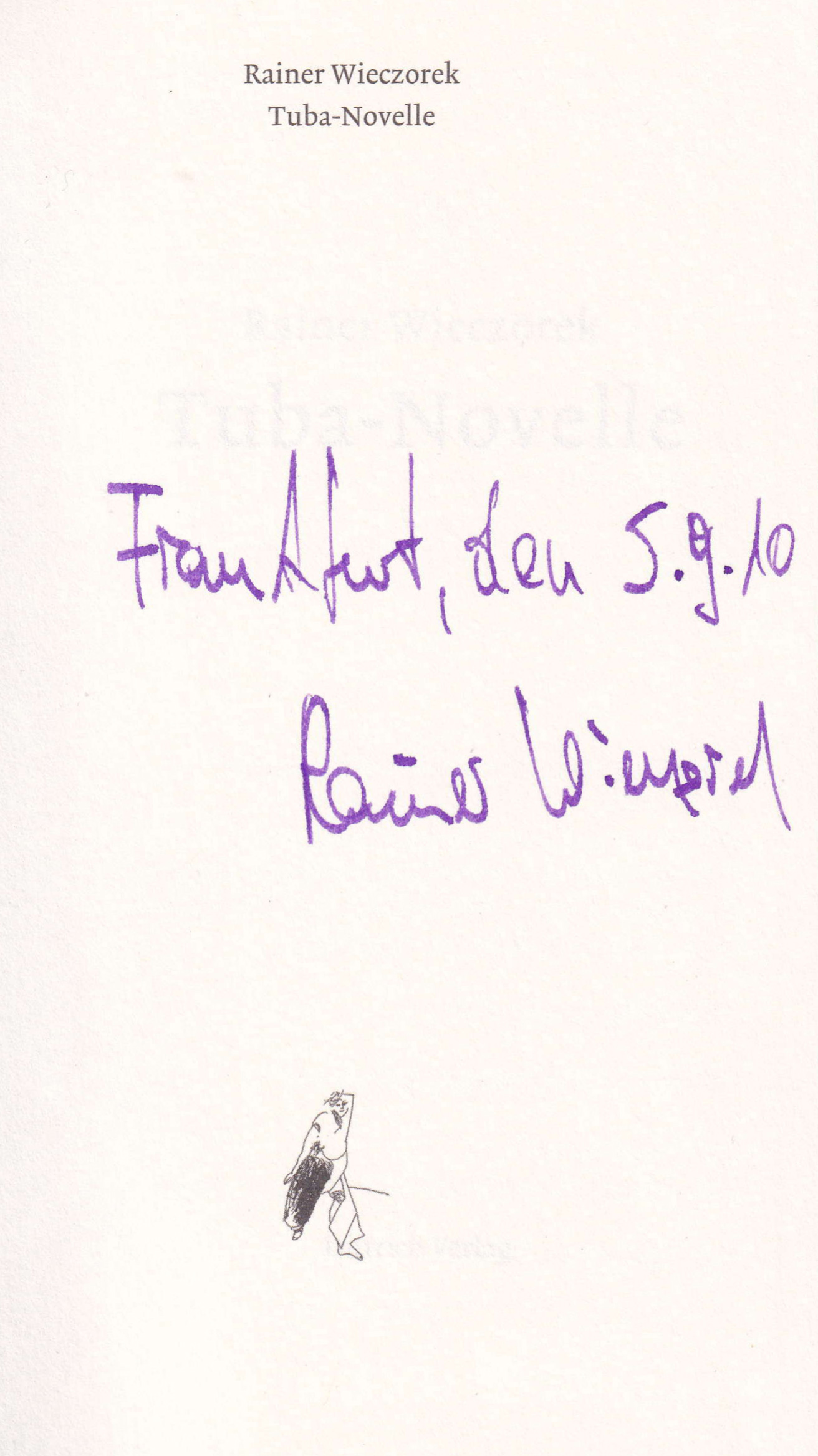
Autograph Rainer Wieczorek

- Zweifelhafte Geschichten. Gesellschaft hessischer Literaturfreunde, Darmstadt 2000, ISBN 3-7929-0238-9.
- Der Intendant kommt. Gesellschaft hessischer Literaturfreunde, Darmstadt 2005; Neuausgabe: Dittrich Verlag, Berlin 2011, ISBN 978-3-937717-65-4.
- Zweite Stimme. Dittrich Verlag, Berlin 2009, ISBN 978-3-937717-39-5.
- Tuba-Novelle. Dittrich Verlag, Berlin 2010, ISBN 978-3-937717-41-8.
- Freie Hand. Dittrich Verlag, Berlin 2012, ISBN 978-3-937717-83-8.
- Kreis und Quadrat. Eine Melancholie. Dittrich Verlag, Metternich 2016, ISBN 978-3-943941-63-0.
- Form und Verlust. Dittrich Verlag, Metternich 2017, ISBN 978-3-943941-78-4.
- Pirmasens. Dittrich Verlag, Metternich 2020, ISBN 978-3-947373-54-3, ISBN 978-3-947373-58-1
- Im Gegenlicht: Heinz Sauer, Metternich 2021, ISBN 978-3-947373-55-0, ISBN 978-3-947373-59-8[11]
- Spiel an der Außenlinie, Metternich 2023, ISBN 978-3-947373-94-9
- Blick auf die Tanzenden, Metternich 2024, ISBN 978-3-910732-27-8
- Ringo-Variationen, Metternich 2025, ISBN 978-3-910732-23-0

## Werkausgabe in drei Bänden
- Drei Künstlernovellen. Dittrich Verlag, Metternich 2018, ISBN 978-3-943941-79-1
- Zwei komplementäre Novellen. Dittrich Verlag, Metternich 2018, ISBN 978-3-943941-80-7
- Kunst und Konflikt. Dittrich Verlag, Metternich 2023, ISBN 978-3-943941-95-1

## Auszeichnungen
- 1997: Lichtenberg-Literaturpreis für Zweifelhafte Geschichten
- 2008: Gerhard-Beier-Preis für Der Intendant kommt
- 2013: Martha-Saalfeld-Förderpreis für Kreis und Quadrat. Eine Melancholie